# شهرستان آبای، استان آبای
آبای (به قزاقی: Абай ауданы، اباي اۋدانى) منطقه‌ای است در کشور قزاقستان با جمعیت ۱۵٬۲۲۸ نفر که در استان آبای واقع شده‌است.

## وجه تسمیه
نام این شهرستان برای ارج نهادن به شاعر، آهنگ‌ساز، عارف، و فیلسوف قزاقِ زادهٔ سال ۱۸۴۵ میلادی در همین منطقه، «آبای (ابراهیم) قونانبای‌اولی» (به قزاقی: Абай (Ибраһим) Құнанбайұлы، اباي (يبراھيم) قۇنانبايۇلى) انتخاب شده است.